# 李蓮花
李蓮花（韓語：이연화，1985年11月14日—），韓国女子羽毛球运动员。

## 簡歷
2004年，李蓮花以19歲之齡代表韓國出戰雅加達舉行的尤伯杯羽毛球赛，出任隊中的第三單打；由於隊中的老將羅景民沒有隨隊出賽，所以她亦要兼任李敬元的搭档，出任第二双打。最終，韓國隊在決賽不敵中國，屈居亞軍。
2010年，李蓮花代表韓國出戰吉隆坡舉行的尤伯杯羽毛球赛，助國家隊奪得冠軍。

## 主要比賽成績
只列出曾進入準決賽的國際賽事成績：
| 年份   | 賽事                 | 公開賽級別 | 項目     | 成績 |
| ------ | -------------------- | ---------- | -------- | ---- |
| 2007年 | 美國羽毛球大獎賽     | 大獎賽     | 女子單打 | 亞軍 |
| 2009年 | 韓國羽毛球國際挑戰賽 | 國際挑戰賽 | 女子單打 | 亞軍 |

| 2007-2017年 | 首要超級賽 | 超級賽 | 黃金大獎賽 | 大獎賽 | 國際挑戰賽 | 國際系列賽 | 未來系列賽 | 其他 |

### 世界冠軍頭銜
李蓮花在羽毛球生涯中共奪得1項羽毛球世界冠軍頭銜。
| 賽事   | 奪冠次數 | 年份               |
| ------ | -------- | ------------------ |
| 尤伯杯 | 1        | 2010年（女子團體） |
| 總計   | 1        |                    |

### 奧運會和世錦賽參賽紀錄
|          | 2006 |
| -------- | ---- |
| 女子單打 | 64強 |